# Вишневецкий, Юрий Михайлович
Юрий Михайлович Вишневецкий (пол. Jerzy Wiśniowiecki; ? — 1617/1618) — князь герба Корибут, военный и государственный деятель русских земель Великого Княжества Литовского. Второй представитель династии Вишневецких, который принял римо-католическую веру.

## Биография
Сын брацлавского и киевского каштеляна, старосты черкасского, Каневского, Лубенского, Лоевского — Михаила Вишневецкого (1529—1584) и Гальшки Зенович (ум. до 1594).
С 1609 — каштелян киевский.
Приблизительно в 1611 заложил строительство замка в Белом Камне на Золочевщине. Заложил в городке католический приход (1605—1615), предоставил средства для строительства старого костела в городке.
В 1615—1618 годах был одним из региментарев польско-литовского войска во время войны с Русским царством. В 1617 году во главе 12 тыс. войска попытался захватить Путивль. 15 января 1617 г. при попытке штурма Путивля потерпел поражение, потеряв 1 тыс. чел., и отступил.
Второй представитель рода, который стал римо-католиком. Записал фундуш для монастыря доминиканцев в Буск в 1608 году. Был владельцем села Тайкуры, которому король по просьбе Ю. Вишневецкого предоставил магдебургское право в 1614 году.

## Семья
Жена Теодора Чаплич
- Дочь: Гальшка (ум. вскоре после смерти отца).